# Anna Maria Maiolino
Anna Maria Maiolino (Scalea, 20 de maio de 1942) é uma artista plástica italiana radicada no Brasil. Vive e trabalha em São Paulo e atualmente é representada pela Galeria Luisa Strina.
Em 1954, sua família emigra para a Venezuela. Em 1958, Anna Maria inscreve-se na Escola Nacional Cristóbal Rojas na capital venezuelana, no curso de Arte Pura. 
Chega ao Brasil em 1960. No Rio de Janeiro, Maiolino frequenta cursos livres de pintura e xilogravura na Escola Nacional de Belas Artes, onde foi aluna de gravura de Adir Botelho. Participa da Nova Figuração, movimento que se afirmava no inicio da década de sessenta no Brasil, em 1961, inicia curso de gravura em madeira na Escola Nacional de Belas Artes no Rio de Janeiro, e integra-se à Nova Figuração, movimento de reação à abstração e tomada de posição frente ao momento político brasileiro. Freqüenta o ateliê de Ivan Serpa (1923-1973), no Museu de Arte Moderna do Rio de Janeiro (MAM/RJ), e estuda xilogravura com Adir Botelho, em 1961-1962. Integra em 1967 a mostra Nova Objetividade Brasileira, no MAM, Rio de Janeiro e assina o manifesto: “Declaração de Princípios Básicos da Vanguarda” junto com Hélio Oiticica, Antônio Dias, Rubens Gerchman, Lygia Clark, Lygia Pape entre outros. No mesmo ano realiza sua primeira exposição individual no Brasil, mostrando xilogravuras na Galeria Goeldi, no Rio de Janeiro.
Em  1963, casa com o artista Rubens Gerchman com o qual teve dois filhos, Micael e Verônica. Totalmente  integrada no meio cultural do Brasil, especialmente do Rio de Janeiro, Maiolino naturaliza-se brasileira.
A década de 1970 é significativa no que concerne à experimentação e à utilização de diversas mídias, como: poesia escrita, filme super 8, performance, fotografia, alem de continuar  a utilizar o desenho, a pintura,  a gravura e a escultura.  Movida pela vontade de experiências, Anna Maria Maiolino em 1990 incorpora na sua obra o vídeo.  A palavra escrita em 2000 ganha voz e inicia trabalhos  sonoros que virão a somar-se a obra.
Desde 1992 com sua participação na mostra curada pela critica belga Catherine de Zegher: AMERICA - Bride of the Sun. 500 years Latin America and the Low Countries, Royal Museum of Fine Arts, Antwerp, Belgium,  a obra de Maiolino passa a ser vista com interesse no meio da arte internacional. Suas obras passam a fazer partes de coleções particulares e de museus fora  do Brasil, como: Museu Reina Sofia (Madrid, Espanha), Museu de Arte Moderna, MoMA (Nova York, Estados Unidos); Castello di Rivoli (Turim , Itália); Galeria Nacional de Arte Moderna e Contemporânea (Roma, Itália), Blanton Museum da Universidade do Texas em Austin e outros. Também passa a participa de um grande numero de mostras internacionais na Europa e nos Estados Unidos de America.
A arte de Maiolino desde o inicio é totalmente elaborada no Brasil e a artista assume para sua arte esta identidade e reconhece que é à arte brasileira que deve sua formação.  
No Brasil realiza inúmera exposições individuais e toma parte em varia exposições coletiva. Integra as bienais internacionais de São Paulo: IX em 1967; XII em 1973; XVI em 1983; XXI em 1991; XXIV em 1998; XXIX em 2010; e em 2010 participa da XXIX. 

## Prêmios
Prêmios: Prêmio Mário Pedrosa, recebido pela Associação Brasileira de Críticos de Arte agracia a exposição realizada  na Pequena Galeria do Centro Cultural Cândido Mendes no Rio de Janeiro, 1989
Em 2012, Anna Maria Maiolino é contemplada com o prêmio MASP Mercedes-Benz pelo conjunto de sua obra. Participa da dOCUMENTA 13, em Kassel (Alemanha), com a obra Here & There (Aqui & Lá), composta por uma grande instalação de argila da série Terra Modelada, sons e vegetação, além de uma gravação da voz da artista declamando o poema Eu sou Eu, de sua autoria (impresso em uma pequena publicação). Ainda neste ano, realiza a exposição individual É O QUE É na Galeria Millan e tem o catálogo da exposição retrospectiva da Museu Tàpies: Anna Maria Maiolino (organizado por Helena Tatay) traduzido ao português e lançado no Brasil pela Cosac Naify.
No Brasil, a artista possui uma grande representação de seu trabalho no Museu Nacional de Belas Artes no Rio de Janeiro. Sua obra também está em instituições como o MAC-USP, MAC-Niterói (coleção João Sattamini), MAM do Rio (coleção Gilberto Chateaubriand), MAR (Museu de Arte do Rio).